# 194 mm/40 морско оръдие Model 1893-96
194/40 морско оръдие Model 1893 – 96 e корабно оръдие с калибър 194 милиметра, разработено и произвеждано във Франция. Състои на въоръжение във ВМС на Франция. С него са въоръжени броненосния крайцер „Жана д'Арк“, а също и броненосните крайцери от типовете „Гюдон“; „Леон Гамбета“ и „Глуар“.
| калибър, mm                | 194       | 194       | 190    |
| дължина на ствола, калибра | 40        | 40        | 45     |
| тегло на оръдието, kg      | 12 682    | 12 682    | 12 810 |
| тегло на снаряда, kg       | 75 – 90,3 | 75 – 90,3 | 90,8   |
| начална скорост, m/s       | 840 – 875 | 840 – 875 | 841    |